# Ezekiel (Marvel Comics)
Ezekiel "Zeke" Sims è un personaggio dei fumetti pubblicati dalla Marvel Comics. È stato sia alleato che avversario dell'Uomo Ragno.

## Biografia del personaggio
Ezekiel Sims era un ricco uomo d'affari che, in gioventù, acquisì poteri simili a quelli dell'Uomo Ragno in un rito mistico. Inizialmente Ezekiel voleva usare i suoi poteri per essere un eroe, ma credendo di non poter fare niente senza una base operativa li usò per fondare una società che rapidamente divenne troppo grande per consentirgli di avere un'attività da vigilante. Quando l'Uomo Ragno fece la sua comparsa in pubblico, Ezekiel assunse alcuni tra i migliori detective privati del mondo, tra i quali anche una giovane Felicia Hardy, e a ciascuno di essi assegnò un diverso compito che riguardava la vita dell'Arrampicamuri. Mettendo assieme poi i "pezzi" di queste indagini, risalì alla vera identità di Peter Parker. Ezekiel, cinquantenne, contatta l'Uomo Ragno per spiegargli la natura totemica dei suoi poteri. Secondo lui il ragno che punse Peter non era stato mutato dalle radiazioni, ma cercava di trasmettergli i suoi poteri prima di essere ucciso dalle radiazioni. È per questo che l'Uomo Ragno è diventato un bersaglio per altri esseri totemici (molti dei nemici di Spider-Man si basano su animali). Successivamente aiuta l'Uomo Ragno nella lotta contro l'essere conosciuto come Morlun, un vampiro che si nutre di esseri totemici, apparentemente a costo della sua vita. Successivamente viene rivelato che in realtà è sopravvissuto e si è rifugiato in Africa. Aiuta l'Arrampicamuri nella lotta contro un'altra minaccia soprannaturale, Shathra, conducendo Peter in una zona della savana dove avrebbe avuto un vantaggio strategico.

### Il libro di Ezekiel
In seguito l'Uomo Ragno, mentre combatte una creatura nota come Guardiano del Cancello, cioè la divinità totemica che fornì a Peter i poteri dell'Uomo Ragno. Parlando con esso, Peter scopre che le minacce soprannaturali che aveva affrontato in realtà non cercavano lui, ma Ezekiel: i poteri dell'Uomo Ragno infatti sono forniti ad ogni generazione dal Guardiano del Cancello ad una e una sola persona, ma era Peter, e non Ezekiel ad essere l'individuo a cui essi erano destinati. Non potendo accettarlo, Ezekiel quindi si sottopose al rituale che gli conferì i poteri, ma questo significò anche che, non potendoci essere due Uomini Ragno contemporaneamente, uno dei due prima o poi sarebbe dovuto morire. Avendo Peter sconfitto coloro che intendevano prendere Ezekiel, il Guardiano del Cancello è giunto sulla Terra per mettere fine alla faccenda, quindi Ezekiel, rifiutando di sacrificarsi, tramortisce Peter e lo porta nel tempio dove aveva acquisito i propri poteri. I due ingaggiano uno scontro in cui Ezekiel esce vincitore grazie al rifiuto di Peter di ferirlo seriamente, e quindi lo incatena e lo lascia come vittima sacrificale per il Guardiano del Cancello, che si manifesta sotto forma di un enorme ragno. Tuttavia il rituale porta i due uomini ragno a condividere i rispettivi ricordi, così Ezekiel si rende conto che mentre lui, per tutta la vita, ha sempre usato la scusa del non poter fare nulla per aiutare gli altri per usare alla fine i propri poteri solo per sé stesso, Peter ha sempre agito altruisticamente, essendo lui l'eroe che invece il miliardario ha sempre avuto troppa paura di diventare. Divorato dal rimorso, Ezekiel attacca il Guardiano del Cancello e lascia che esso prenda la sua vita invece che quella di Peter, guadagnando così una possibilità di redenzione.

### Ritorno dall'oltretomba
Durante la Tetra Caccia un redivivo Ezekiel, dal corpo coperto di ragni, compare davanti all'Uomo Ragno. Il ritorno fa parte di un piano della famiglia Kravinoff per catturare Peter e utilizzarne il sangue per far resuscitare Kraven il cacciatore, Ezekiel infatti non è altro che il Camaleonte travestito.

### Original sin
Peter Parker, in seguito, liberò Cindy Moon, una ragazza morsa dallo stesso ragno che morse in principio l'Uomo Ragno, dal bunker dove era stata imprigionata da Ezekiel anni prima. Cindy Moon, che ha gli stessi poteri dell'Uomo Ragno, creò un costume e prese il nome di Silk.

## Poteri e abilità
Ezekiel possiede dei poteri quasi identici a quelli dell'Uomo Ragno: forza, velocità, resistenza, senso del pericolo, capacità di aderire alle superfici. Sembra inoltre essere in grado di eludere il senso di ragno di Spidey, evitando di farlo scattare mentre si avvicina a quest'ultimo. Nessuno dei suoi poteri è diminuito con l'età. In aggiunta ai suoi poteri, Ezekiel è estremamente ricco e titolare di una società con collegamenti internazionali. Secondo Peter, in realtà, le forza fisica di Ezekiel è di pochissimo inferiore alla sua, tuttavia tale differenza è talmente esigua che in uno scontro tra i due a determinare la vittoria dello scontro sarebbe di più la volontà di vincere.

## Altre versioni

### Vecchio Spider-Man
Nell'universo alternativo Terra 4 un mondo in cui Peter fu ucciso da Morlun, Ezekiel seguì le sue orme. Lui e Spider-Ham (Peter Porker) durante Ragnoverso reclutarono SP//dr (Peni Parker), nell'esercito di Spider-UK (Billy Braddock). In seguito, lui e Spider-UK andarono su Terra-982; arrivarono troppo tardi per salvare il Peter Parker di quell'universo ma riuscirono a reclutare i due restanti ragno-totem, Spider-Girl (May "Mayday" Parker) e Benji Parker. Di nuovo in coppia con Spider-Ham, reclutò anche il Ragno Rosso (Ben Reilly) mentre con Spider-Gwen (Gwen Stacy) e Bruce Banner salvò Kaine Parker. Venne poi ferito mortalmente da Daemos: prima di morire svelò la sua identità al Peter Parker di Terra-616 e lo pregò di proteggere la Sposa, l'Altro e il Figlio (Benji Parker).

## Altri media

### Cinema
- Una variante di Ezekiel fa una comparsa in cameo come terapista nel film d’animazione Spider-Man: Across the Spider-Verse (2023), doppiato in originale da Mike Rianda; il nome appare sopra il dottorato appeso nel suo ufficio.[9]
- Ezekiel Sims compare come antagonista principale nel quarto film del Sony's Spider-Man Universe Madame Web (2024), interpretato da Tahar Rahim.[10]